# Palazzo delle Poste (Alessandria)
Il palazzo delle Poste di Alessandria è ubicato in piazza della Libertà.
Edificato tra il 1939 e il 1941 di stile schiettamente razionalista è decorato con un bel mosaico lungo 38 metri di Gino Severini sulla facciata.

## Storia
L'edificio fu concepito per sostituire la struttura di via Cavour in stile eclettico. 
Dopo un concorso bandito nel 1933 e alcuni ritardi, i lavori iniziarono nel 1939 venendo inaugurato nell'aprile del 1941.

L'opera si differenzia marcatamente nel panorama dell'architettura realizzata in Italia durante il Fascismo. 
La sua architettura, contraddistinta dalle forme lineari e da un accurato impiego dei materiali di rivestimento fu progettata dall'architetto Franco Petrucci (1905-1982).
 
Al momento della sua costruzione l'edificio non fu apprezzato e venne addirittura istituita una commissione composta da Marcello Piacentini, Armando Melise e dal soprintendente Vittorio Mesturina per valutarlo. La commissione finalmente giunse alla conclusione che la soluzione migliore sarebbe stata quella di “accettare l’esperimento razionalista, come del resto era avvenuto in molte altre città d’Italia” ma nel contempo obbligò l'architetto Petrucci a intervenire con dei ritocchi arricchendo “l’attuale facciata spoglia e povera” con fasce a mosaico, lo stemma delle Poste e la scritta “Poste e Telegrafi”, due facce in bassorilievo e una lunga citazione latina in caratteri bronzei.

## Descrizione
Il palazzo consta di quattro piani fuori terra e di un seminterrato e si affaccia sulla centralissima piazza della Libertà e su via Mazzini.
 
Le facciate principali sono rivestite in travertino mentre quella posteriore, su via Ghilini e quella sul cortile interno, sono ad intonaco lavorato per imitare la pietra. Anche gli interni presentano rivestimenti in marmo e decorazioni in metallo dorato mentre gli arredi, la grafica delle scritte ed i particolari costruttivi evidenziano la ricerca formale e sui materiali, tipiche degli anni’30 in Italia.
Il piano terra è occupato quasi interamente dalla sala aperta al pubblico a cui si accede attraverso due ampi ingressi laterali.
Nel sotterraneo, oltre agli archivi, è presente un rifugio antiaereo con scala di uscita su via Ghilini.  
Gli spazi interni di tutti i piani fuori terra sono illuminati da ampie superfici vetrate secondo lo stile tipico dell'architettura razionalista. 

### Il mosaico
Il mosaico copre una fascia sulla facciata del palazzo lunga 38 metri e alta 1,20 metri.
L'opera è di Gino Severini ed è stata pensata come elemento decorativo e didascalico per impreziosire le linee semplici e geometriche dell'edificio postale.
Il mosaico, progettato dall'architetto Franco Petrucci, è stato realizzato tra il 1940 e il 1941 e raffigura la storia delle telecomunicazioni.
 
La fascia è divisa in tre parti:
- le due ali laterali più corte rappresentano i quattro continenti
- la parte centrale, più lunga, rappresenta le poste. Sulla sinistra i mezzi di trasporto terrestri, marittimi e aerei, e sulla destra il telegrafo